# Píšť (powiat Pelhřimov)
Píšť – gmina w Czechach, w powiecie Pelhřimov, w kraju Wysoczyna. 1 stycznia 2014 liczyła 66 mieszkańców.